# 소푸스 부게

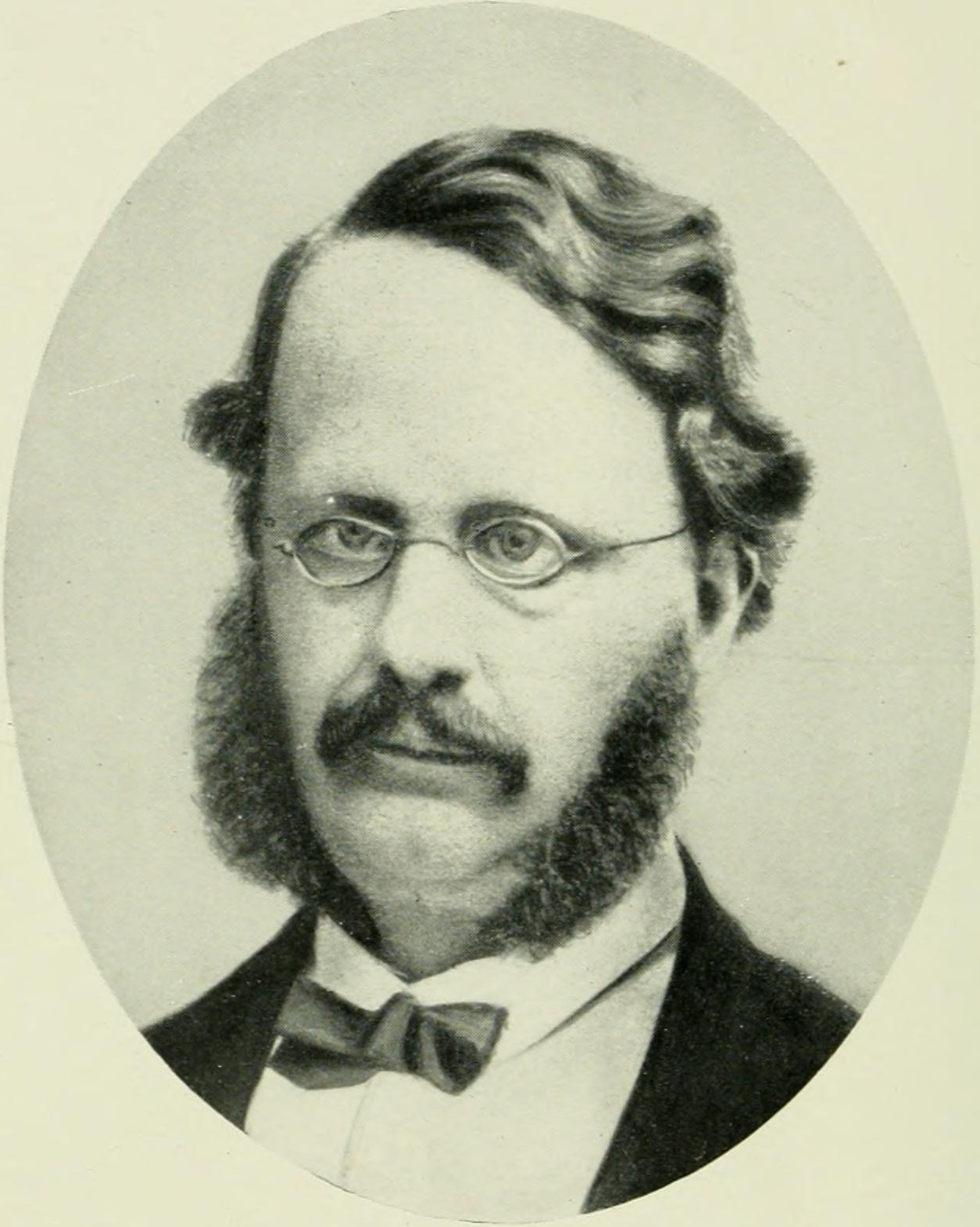

소푸스 부게(Sophus Bugge, 1833년 1월 5일 ~ 1907년 7월 8일)는 노르웨이의 저명한 문헌학자, 언어학자이다. 주로 노르드어 문헌학에 대한 공로로 잘 알려져 있으며, 룬 문자 해독 및 《고 에다》와 《신 에다》에 관한 연구가 최대 업적이다.
노르웨이 라르비크에서 태어났다. 1857년 학위를 받고 산스크리트어 비교언어학 연구원이 되었다. 크리스티나, 코펜하겐, 베를린에서 공부했다.
1866년 크리스티나 대학교(오늘날의 오슬로 대학교)에서 비교문헌학 및 고대 노르드어 교수가 되었다. 1880년 저서 《노르드 신화와 영웅 이야기의 기원 연구》에서 부게는 고대 노르드어 신화들이 모두 기독교 및 후기 고전 개념에서 비롯되었다고 주장했다. 부게의 주장은 오늘날 완전히 부정되었으나 그래도 약간의 영향력이 남아 있다.
1902년 이후로 부게는 앞을 볼 수 없게 되었고, 조교 마그누스 올센이 그 후계자가 되었다.
1859년 카렌 소피 슈라이너와 결혼했다. 아들 알렉산데르 부게는 역사학자이다.

## 같이 보기
- 얀 데 브리스
- 가브리엘 터빌 피터
- 조르주 뒤메질